# Carallia pectinifolia
Carallia pectinifolia là một loài thực vật có hoa trong họ Rhizophoraceae. Loài này được W.C.Ko mô tả khoa học đầu tiên năm 1978.